# Normlösa socken
Normlösa socken i Östergötland ingick i Vifolka härad, ingår sedan 1971 i Mjölby kommun och motsvarar från 2016 Normlösa distrikt.
Socknens areal är 22,43 kvadratkilometer, varav 21,06 land. År 2000 fanns här 388 invånare. Kyrkbyn Normlösa med sockenkyrkan Normlösa kyrka ligger i socknen. 

## Administrativ historik
Normlösa socken har medeltida ursprung.
Vid kommunreformen 1862 övergick socknens ansvar för de kyrkliga frågorna till Normlösa församling och för de borgerliga frågorna till Normlösa landskommun. Landskommunen inkorporerades 1952 i Bobergs landskommun och ingår sedan 1971 i Mjölby kommun.  Församlingen uppgick 2010 i en återbildad Skänninge församling.
1 januari 2016 inrättades distriktet Normlösa, med samma omfattning som församlingen hade 1999/2000.  
Socknen har tillhört samma fögderier och domsagor som Vifolka härad.  De indelta soldaterna tillhörde  Första livgrenadjärregementet, Vreta Klosters kompani och Andra livgrenadjärregementet, Vifolka kompani.

## Geografi
Normlösa socken ligger nordost om Mjölby kring Svartån. Socknen är en uppodlad slättbygd på Östgötaslätten.

## Fornlämningar

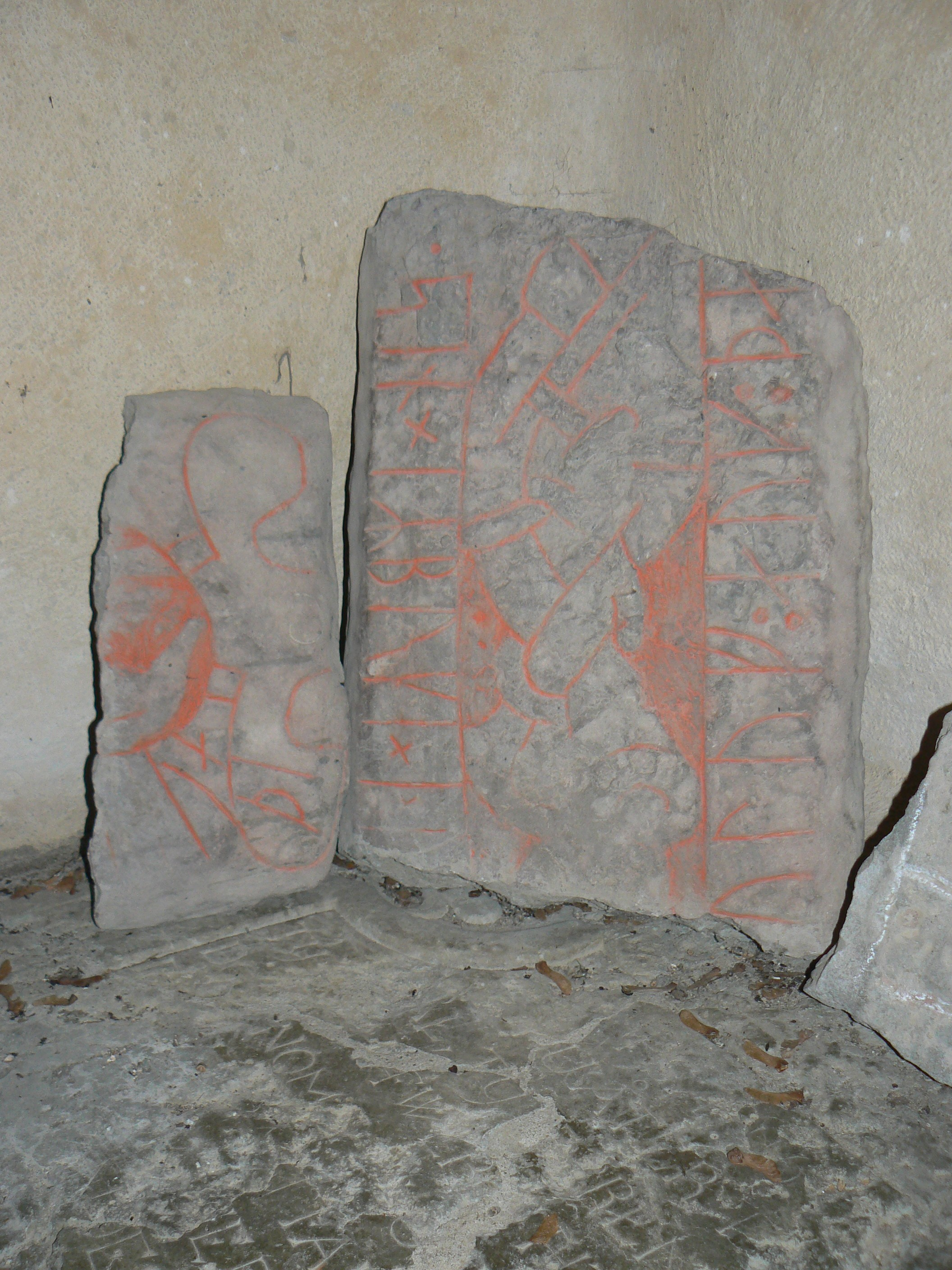
Östergötlands runinskrifter 198 vid kyrkan

Kända från socknen är fyra gravfält, stensättningar och stensträngar från järnåldern. En runristning finns vid kyrkan.

## Namnet
Namnet (1177, Normalöso) kommer från kyrkbyn. Förleden är oklar, kan innehålla nordhma, 'nordligast' eller Norhema, 'inbyggarna i Nordhem'. Efterleden är lösa, 'glänta'.

### Fotnoter
1. 1 2  Svensk Uppslagsbok andra upplagan 1947–1955: Normlösa socken
2. 1 2  Harlén, Hans; Harlén Eivy (2003). Sverige från A till Ö: geografisk-historisk uppslagsbok. Stockholm: Kommentus. Libris 9337075. ISBN 91-7345-139-8
3. ↑  ”Församlingar”. Statistiska centralbyrån. https://www.scb.se/hitta-statistik/regional-statistik-och-kartor/regionala-indelningar/forsamlingar/. Läst 30 december 2022.
4. ↑  Administrativ historik för Normlösa socken (Klicka på församlingsposten). Källa: Nationella arkivdatabasen, Riksarkivet.
5. 1 2  Sjögren, Otto (1931). Sverige geografisk beskrivning del 2 Östergötlands, Jönköpings, Kronobergs, Kalmar och Gotlands län. Stockholm: Wahlström & Widstrand. Libris 9939
6. 1 2  Nationalencyklopedin
7. ↑  Fornlämningar, Statens historiska museum: Normlösa socken
8. ↑  Fornminnesregistret, Riksantikvarieämbetet: Normlösa socken Fornminnen i socknen erhålls på kartan genom att skriva in sockennamn (utan "socken") i "Ange geografiskt område"
9. ↑  Mats Wahlberg, red (2003). Svenskt ortnamnslexikon. Uppsala: Institutet för språk och folkminnen. Libris 8998039. ISBN 91-7229-020-X. https://isof.diva-portal.org/smash/get/diva2:1175717/FULLTEXT02.pdf